# 菩萨河
菩薩河（高棉語：ស្ទឹង ពោធិ សាត់）是柬埔寨西部的一條主要河流。菩薩河約有三分之二的河水流向洞薩里湖。 柬埔寨菩薩省的省會菩薩市即坐落於菩薩河河畔。